# Automatic for the People
Automatic for the People é o oitavo álbum de estúdio da banda R.E.M. e seu maior lançamento pela Warner, ocorrido em 1992. O álbum foi sucesso comercial e de crítica, chegando a ter três hits no top 40 nos Estados Unidos. Este álbum está na lista dos 200 álbuns definitivos no Rock and Roll Hall of Fame.
John Paul Jones foi o responsável pelos arranjos de cordas ouvidos no álbum.
Foi revelado que Kurt Cobain esteve ouvindo este álbum durante um período antes de cometer suicídio, em 5 de abril de 1994. De fato, a canção Everybody Hurts foi composta por Michael Stipe (com música de Bill Berry) como uma reação à onda epidêmica de suicídios entre pessoas jovens. Stipe, amigo de Cobain, escreveria mais tarde "Let Me In".
| Críticas profissionais                                                      | Críticas profissionais |
| Avaliações da crítica                                                       | Avaliações da crítica  |
| Fonte                                                                       | Avaliação              |
| --------------------------------------------------------------------------- | ---------------------- |
| All Music Guide                                                             | [ 4 ]                  |
| Rolling Stone                                                               | [ 5 ]                  |
| Esta tabela precisa de ser acompanhada por texto em prosa. Consulte o guia. |                        |

## Faixas
1. "Drive" - 4:31
2. "Try Not to Breathe" - 3:50
3. "The Sidewinder Sleeps Tonite" - 4:06
4. "Everybody Hurts" - 5:17
5. "New Orleans Instrumental No. 1" - 2:13
6. "Sweetness Follows" - 4:19
7. "Monty Got a Raw Deal" - 3:17
8. "Ignoreland" - 4:24
9. "Star Me Kitten" - 3:15
10. "Man on the Moon" - 5:13
11. "Nightswimming" - 4:16
12. "Find the River" - 3:50

## Créditos
R.E.M.
- Bill Berry – bateria, percussão, teclado, baixo, vocal e escaleta
- Peter Buck – guitarra, violão, bandolim, baixo e bouzouki
- Mike Mills – baixo, piano, teclado, sanfona e vocal
- Michael Stipe – vocal

Músicos adicionais
- Scott Litt - gaita e clavinete em "Ignoreland"
- John Paul Jones - arranjos orquestrais em "Drive", "The Sidewinder Sleeps Tonite", "Everybody Hurts" e "Nightswimming"
- George Hanson - condutor em "Drive", "The Sidewinder Sleeps Tonite", "Everybody Hurts" e "Nightswimming"
- Denise Berginson-Smith, Lonnie Ottzen, Patti Gouvas, Sou-Chun Su e Jody Taylor - violino em "Drive", "The Sidewinder Sleeps Tonite", "Everybody Hurts" e "Nightswimming"
- Knox Chandler, Kathleen Kee, Daniel Laufer e Elizabeth Proctor Murphy - violoncelo em "Drive", "The Sidewinder Sleeps Tonite", "Everybody Hurts" e "Nightswimming"
- Reid Harris, Paul Murphy e Heidi Nitchie - viola em "Drive", "The Sidewinder Sleeps Tonite", "Everybody Hurts" e "Nightswimming"
- Deborah Workman - oboé em "Drive", "The Sidewinder Sleeps Tonite", "Everybody Hurts" e "Nightswimming"

Produção
- Scott Litt - produção
- R.E.M. - produção
- Clif Norrell - engenheiro de gravação
- Scott Litt e Clif Norrell - engenheiros de mizagem
- Ed Brooks - segundo engenheiro (Seattle)
- George Cowan - segundo engenheiro (Bearsville)
- Adrian Hernandez - engenheiro assistente (Hollywood)
- John Keane - engenheiro de gravação (Atenas)
- Mark Howard - segundo engenheiro (Nova Orléans)
- atos Lemkuhl - segundo engenheiro (Seattle)
- Ted Malia - segundo engenheiro (Atlanta)
- Andrew Roshberg - segundo engenheiro (Miami)
- Stephen Marcussen - masterização (Precision Mastering)